# Orangeville (Pensilvania)
Orangeville es un borough ubicado en el condado de Columbia en el estado estadounidense de Pensilvania. En el año 2000 tenía una población de 500 habitantes y una densidad poblacional de 449 personas por km².

## Geografía
Orangeville se encuentra ubicado en las coordenadas 41°04′43″N 76°24′52″O / 41.07861, -76.41444.

## Demografía
Según la Oficina del Censo en 2000 los ingresos medios por hogar en la localidad eran de $35 000 y los ingresos medios por familia eran $43 542. Los hombres tenían unos ingresos medios de $31 458 frente a los $20 875 para las mujeres. La renta per cápita para la localidad era de $17 167. Alrededor del 6% de la población estaba por debajo del umbral de pobreza.